# صنع في إيطاليا (فلم 2020)
صنع في إيطاليا (بالإنجليزية: Made in Italy) فيلم درامي كوميدي لعام 2020 من تأليف وإخراج جيمس دارسي (في أول ظهور له في إخراج الأفلام الطويلة). يقوم ببطولته ليام نيسون وابنه ميشال ريتشاردسون وفاليريا بيليلو وليندسي دنكان، ويروي قصة فنانًا يجب عليه ترميم فيلا مع ابنه المنفصل بعد وفاة زوجته في حادث سيارة مروع.
صدر الفيلم في الولايات المتحدة إلى دور العرض ومن خلال الفيديو على منصات الطلب في 7 أغسطس 2020 لشركة أفلام IFC Films.

## طاقم التمثيل
- ليام نيسون: في دور روبرت
- مايكل ريتشاردسون: في دور جاك
- فاليريا بيليلو: في دور ناتاليا
- ليندسي دنكان: في دور كيت
- ماركو كواجليا: في دور لويجي
- جيان ماركو تافاني: في دور مارزيو
- هيلينا أنطونيو: في دور رافاييلا
- فلامينيا سينك: في دور مالك البقالة[3]

## ملخص أحداث الفيلم
يسافر فنان بوهيمي من لندن إلى إيطاليا مع ابنه المنفصل لبيع المنزل الذي ورثه عن زوجته الراحلة.

## استقبال الفيلم
حصل الفيلم على موقع الطماطم الفاسدة على تقييم بلغ 48٪ بناءً على 66 ناقد، وعلى موقع ميتاكريتيك، حصل الفيلم على متوسط قدره 45 من 100، بناءً على 11 نقادًا.

## وصلات خارجية
- مقالات تستعمل روابط فنية بلا صلة مع ويكي بيانات